# Hans Enn
Hans Enn (ur. 10 maja 1958 w Saalfelden am Steinernen Meer) – austriacki narciarz alpejski, brązowy medalista igrzysk olimpijskich i mistrzostw świata.

## Kariera
Największy sukces w karierze Hans Enn osiągnął w 1980 roku, kiedy podczas igrzysk olimpijskich w Lake Placid wywalczył brązowy medal w slalomie gigancie. W zawodach tych wyprzedzili go jedynie Szwed Ingemar Stenmark oraz Andreas Wenzel z Liechtensteinu. Po pierwszym przejeździe zajmował drugie miejsce, tracąc to prowadzącego Wenzela 0,14 sekundy. W drugim przejeździe uzyskał ósmy wynik i ostatecznie zajął trzecie miejsce. Podczas rozgrywanego trzy dni później slalomu po pierwszym przejeździe także plasował się na drugiej pozycji. W drugim przejeździe uzyskał siódmy wynik, w efekcie spadając z drugiego na czwarte miejsce. Ostatecznie w walce o podium lepszy o 0,06 sekundy okazał się Jacques Lüthy ze Szwajcarii. Na rozgrywanych cztery lata później igrzyskach w Sarajewie wystartował w slalomie i gigancie, jednak obu zawodów nie ukończył. Był też między innymi piąty w gigancie podczas mistrzostw świata w Bormio w 1985 roku oraz szósty w tej konkurencji na mistrzostwach świata w Garmisch-Partenkirchen w 1978 roku i rozgrywanych cztery lata później mistrzostwach świata w Schladming.
W zawodach Pucharu Świata zadebiutował na początku sezonu 1975/1976. Pierwsze pucharowe punkty wywalczył 17 stycznia 1976 roku w Morzine, zajmując dziewiąte miejsce w zjeździe. Nieco ponad trzy lata później, 4 marca 1979 roku w Lake Placid pierwszy raz stanął na podium, zajmując drugie miejsce w gigancie. W zawodach tych rozdzielił na podium Ingemara Stenmarka i Szwajcara Petera Lüschera. Łącznie 22. razy plasował się w najlepszej trójce, odnosząc przy tym sześć zwycięstw: 10 grudnia 1983 roku w Val d’Isère wygrał supergiganta, a 26 lutego 1980 roku w Waterville Valley, 29 stycznia 1983 roku w Kranjskiej Gorze, 17 marca 1984 roku w Åre, 23 marca 1984 roku w Oslo i 15 stycznia 1985 roku w Adelboden był najlepszy w gigancie. Ostatnie podium wywalczył 8 stycznia 1989 roku w Laax, zajmując drugie miejsce w supergigancie. Najlepsze wyniki osiągnął w sezonie 1979/1980, kiedy to zajął siódme miejsce w klasyfikacji generalnej, a w klasyfikacji giganta zajął drugie miejsce za Stenmarkiem. Wśród gigancistów był ponadto trzeci w sezonie 1983/1984, plasując się za Stenmarkiem i Pirminem Zurbriggenem ze Szwajcarii. Był też między innymi czwarty w klasyfikacji giganta w sezonie 1981/1982 oraz w klasyfikacji kombinacji w sezonie 1980/1981.
Pięciokrotnie zdobywał mistrzostwo Austrii: w gigancie w latach 1978 i 1983, kombinacji w latach 1977–1978 oraz w slalomie w 1978 roku. Ponadto w 1996 roku otrzymał Odznakę Honorową za Zasługi dla Republiki Austrii.
Po zakończeniu kariery w 1990 roku otworzył hotel w Hinterglemm. Pracował także dla austriackiego producenta sprzętu narciarskiego Blizzard Ski.

## Osiągnięcia

### Igrzyska olimpijskie
| Miejsce | Dzień     | Rok  | Miejscowość | Konkurencja | Czas biegu  | Strata  | Zwycięzca        |
| ------- | --------- | ---- | ----------- | ----------- | ----------- | ------- | ---------------- |
| 3.      | 19 lutego | 1980 | Lake Placid | Gigant      | 2:40,74 min | +1,77 s | Ingemar Stenmark |
| 4.      | 22 lutego | 1980 | Lake Placid | Slalom      | 1:44,26 min | +0,86 s | Ingemar Stenmark |
| DNF     | 14 lutego | 1984 | Sarajewo    | Gigant      | 2:41,18 min | -       | Max Julen        |
| DNF     | 19 lutego | 1984 | Sarajewo    | Slalom      | 1:39,41 min | -       | Phil Mahre       |

### Mistrzostwa świata
| Miejsce | Dzień     | Rok  | Miejscowość            | Konkurencja | Czas biegu  | Strata  | Zwycięzca        |
| ------- | --------- | ---- | ---------------------- | ----------- | ----------- | ------- | ---------------- |
| 6.      | 2 lutego  | 1978 | Garmisch-Partenkirchen | Gigant      | 3:02,52 min | +2,75 s | Ingemar Stenmark |
| 11.     | 5 lutego  | 1978 | Garmisch-Partenkirchen | Slalom      | 1:39,54 min | +5,21 s | Ingemar Stenmark |
| 3.      | 19 lutego | 1980 | Lake Placid            | Gigant      | 2:40,74 min | +1,77 s | Ingemar Stenmark |
| 4.      | 22 lutego | 1980 | Lake Placid            | Slalom      | 1:44,26 min | +0,86 s | Ingemar Stenmark |
| 6       | 3 lutego  | 1982 | Schladming             | Gigant      | 2:38,80 min | +1,16 s | Steve Mahre      |
| 5.      | 7 lutego  | 1985 | Bormio                 | Gigant      | 2:28,90 min | +1,46 s | Markus Wasmeier  |
| 13.     | 8 lutego  | 1989 | Vail                   | Supergigant | 1:38,81 min | +1,55 s | Martin Hangl     |
| DNF     | 9 lutego  | 1989 | Vail                   | Gigant      | 2:37,66 min | -       | Rudolf Nierlich  |

### Puchar Świata

#### Miejsca w klasyfikacji generalnej
- sezon 1975/1976: 56.
- sezon 1976/1977: 35.
- sezon 1977/1978: 38.
- sezon 1978/1979: 12.
- sezon 1979/1980: 7.
- sezon 1980/1981: 14.
- sezon 1981/1982: 13.
- sezon 1982/1983: 20.
- sezon 1983/1984: 11.
- sezon 1984/1985: 19.
- sezon 1985/1986: 36.
- sezon 1986/1987: 74.
- sezon 1987/1988: 26.
- sezon 1988/1989: 35.

#### Zwycięstwa w zawodach
1. Waterville Valley – 26 lutego 1980 (gigant)
2. Kranjska Gora – 29 stycznia 1983 (gigant)
3. Val d’Isère – 10 grudnia 1983 (supergigant)
4. Åre – 17 marca 1984 (gigant)
5. Oslo – 23 marca 1984 (gigant)
6. Adelboden – 15 stycznia 1985 (gigant)

#### Pozostałe miejsca na podium
1. Lake Placid – 4 marca 1979 (gigant) – 2. miejsce
2. Heavenly Valley – 12 marca 1979 (gigant) – 3. miejsce
3. Val d’Isère – 8 grudnia 1979 (gigant) – 3. miejsce
4. Cortina d’Ampezzo – 11 marca 1980 (gigant) – 2. miejsce
5. Saalbach-Hinterglemm – 13 marca 1980 (gigant) – 3. miejsce
6. Ebnat-Kappel – 4 stycznia 1981 (gigant) – 2. miejsce
7. Ebnat-Kappel – 4 stycznia 1981 (kombinacja) – 2. miejsce
8. Schladming – 2 lutego 1981 (gigant) – 2. miejsce
9. Jasná – 13 marca 1982 (gigant) – 2. miejsce
10. Kranjska Gora – 19 marca 1982 (gigant) – 2. miejsce
11. Madonna di Campiglio – 22 grudnia 1982 (supergigant) – 2. miejsce
12. Garmisch-Partenkirchen – 9 lutego 1983 (supergigant) – 3. miejsce
13. Garmisch-Partenkirchen – 29 stycznia 1984 (supergigant) – 3. miejsce
14. Vail – 7 marca 1984 (gigant) – 3. miejsce
15. Val d’Isère – 29 listopada 1988 (gigant) – 3. miejsce
16. Laax – 8 stycznia 1989 (supergigant) – 2. miejsce